# Steve Bannon
Stephen Kevin (Steve) Bannon (ur. 27 listopada 1953 r. w Norfolk) – amerykański doradca polityczny, dziennikarz, szef kampanii wyborczej i doradca prezydenta Donalda Trumpa (2017). Jest jednym z twórców skrajnie prawicowego ruchu alt-right i jest krytykowany za mowę nienawiści.

## Życiorys

### Edukacja i kariera zawodowa
Urodzony 27 listopada 1953 r. w Norfolk, dorastał w rodzinie irlandzkich katolików w Richmond. Jego ojciec pracował w firmie telefonicznej, awansując od robotnika do menadżera średniego szczebla. Bannon uczęszczał do męskiej katolickiej szkoły wojskowej w Richmond, a potem wstąpił na Virginia Tech, gdzie ukończył urbanistykę w 1976 r. Na studiach był przewodniczącym studenckiego samorządu. Po studiach trafił do US Navy, gdzie służył jako oficer na niszczycielu, a potem został asystentem szefa operacji morskich w Pentagonie. W trakcie pracy w Waszyngtonie ukończył studia magisterskie w zakresie bezpieczeństwa narodowego na Uniwersytecie Georgetown. Służbę w US Navy zakończył 1983 r. i wstąpił na Harvard Business School, uzyskując MBA w 1985 roku. Po uzyskaniu tytułu podjął pracę w Goldman Sachs. Z czasem zainteresował się mediami i po ponad trzech latach przeniósł do Los Angeles.
Po odejściu z Goldman Sachs współzakładał firmę Bannon & Co., która działała w branży rozrywkowej. Wśród jej klientów były Samsung, MGM, Polygram Records i Silvio Berlusconi. Firma została sprzedana Société Générale w 1998 roku, a Bannon pozostał w branży rozrywkowej, m.in. był współproducentem filmu Titus (1999).

### Działalność polityczna
W 2004 Bannon został scenarzystą, reżyserem i producentem konserwatywnego dokumentu In the Face of Evil: Reagan’s War in Word and Deed. W młodości Bannon wychowywał się w rodzinie sympatyzującej z Demokratami, ale rozczarowanie prezydenturą Jimmy'ego Cartera uczyniło go sympatykiem Ronalda Reagana. W 2012 r. wraz z Peterem Schweizerem utworzył Government Accountability Institute, organizację non profit o charakterze śledczym, która ujawniała przypadki nieuczciwości u polityków. Bannon zaprzyjaźnił się też na początku lat 2000. z Andrew Breitbartem, twórcą antyestablishmentowej strony breitbart.com. Po niespodziewanej śmierci Breitbarta w marcu 2012 r. został redaktorem naczelnym strony. Strona była portalem dla skrajnych prawicowców (alt-right), którzy celebrowali odrębność białej ludności.

#### W administracji Trumpa

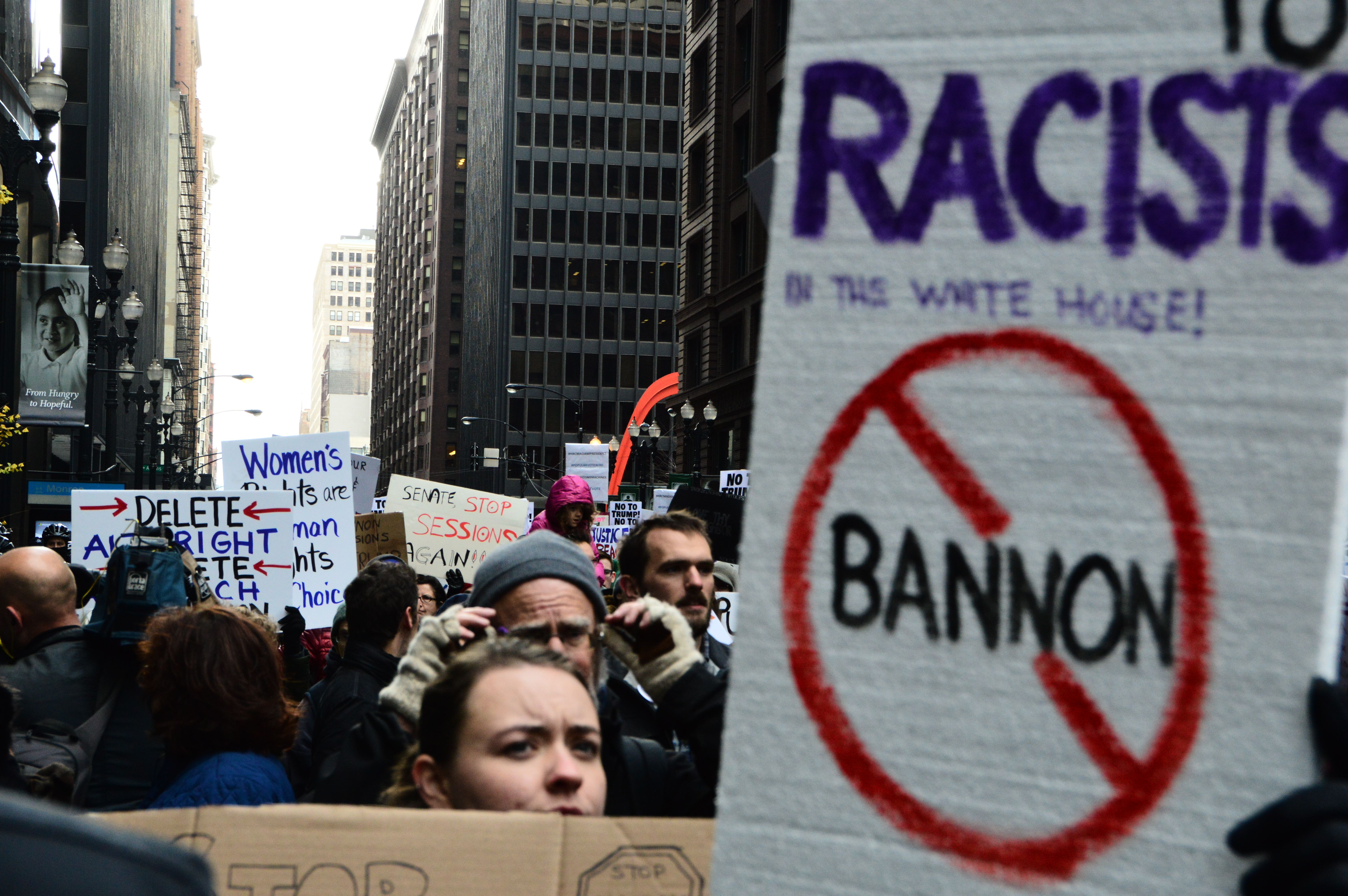
Protest przeciwko nominacji Bannona

Bannon i jego Breitbart News wsparli kandydaturę Donalda Trumpa w walce o nominację partyjną Republikanów w 2016 roku. W sierpniu Bannon został szefem kampanii Trumpa. Po zwycięstwie Trumpa nad kandydatką Demokratów Hillary Clinton Bannon został starszym doradcą i szefem strategów Białego Domu. Nominacja Bannona spotkała się z poparciem skrajnie prawicowych wyborców i niepokojem centrowych Republikanów. W drugim tygodniu prezydentury Trump powołał Bannona do Rady Bezpieczeństwa Narodowego w miejsce szefa połączonych sztabów i dyrektora wywiadu, ale w kwietniu 2017 r. usunął go z rady przywracając odsuniętych wcześniej.
W pierwszym półroczu prezydentury Trumpa uchodził za jednego z najbardziej wpływowych członków administracji. Był uważany za inicjatora najbardziej kontrowersyjnych decyzji prezydenta, jak wycofanie Stanów Zjednoczonych z paryskiego porozumienia klimatycznego czy zakaz wjazdu do USA dla obywateli kilku muzułmańskich krajów. Jako zwolennik ekonomicznego nacjonalizmu konfliktu z innymi doradcami i członkami administracji, głównie z Jaredem Kushnerem i H.R. McMasterem. Krytyka Bannona wzrosła po opóźnionej reakcji Trumpa na śmierć kontrdemonstrantki na wiecu neonazistów w Charlottesville 12 sierpnia 2017 r. i jego stwierdzenie, że odpowiedzialność za te zdarzenia ponoszą obie strony.
Jeszcze przed zdarzeniami z Charlottesville pojawiały się pogłoski o jego odejściu z administracji. Media donosiły o jego rezygnacji z dniem 7 sierpnia. 16 sierpnia 2017 r. American Prospect opublikował wywiad z Bannonem, w którym odrzucił on możliwość ataku na Koreę Północną i odciął się od białych nacjonalistów. 18 sierpnia Biały Dom ogłosił, że prezydent zdymisjonował Bannona. Do zwolnienia doszło prawdopodobnie po nieudanych próbach nakłonienia go do rezygnacji.
Po odejściu z administracji prezydenta wrócił do pracy w Breitbart News, jednak 8 stycznia 2018 r. został zmuszony do odejścia ze stanowiska, co było reakcją na publikację książki Michaela Wolffa Ogień i furia. Biały Dom Trumpa.
W sierpniu 2020 Steve Bannon został aresztowany. Prokuratura postawiła Bannonowi zarzut defraudacji miliona dolarów spośród pieniędzy zebranych w zorganizowanej przez niego zbiórce na rzecz budowy odcinków muru na granicy z Meksykiem przez prywatną firmę. Bannon miał przywłaszczyć sobie milion spośród zebranych 25 milionów dolarów. W styczniu 2021 prezydent Donald Trump – na dzień przed zakończeniem kadencji – zdecydował się go ułaskawić.
W 2025 na konferencji Conservative Political Action Conference wykonał pozdrowienie hitlerowskie, co spotkało się z powszechną krytyką.